# استنلی متیوز (تنیس‌باز)
استنلی متیوز (انگلیسی: Stanley Matthews؛ زاده ۲۰ نوامبر ۱۹۴۵) یک تنیس‌باز اهل بریتانیا است.